# Drosophila onychophora (artgrupp)
Drosophila onychophora är en artgrupp inom släktet Drosophila och undersläktet Drosophila. Artgruppen består av 22 arter.

## Arter inom artgruppen
- Drosophila acuminanus
- Drosophila arane
- Drosophila arboloco
- Drosophila bifurcada
- Drosophila bomarea
- Drosophila carablanca
- Drosophila chisaca
- Drosophila choachi
- Drosophila colmenares
- Drosophila desbaratabaile
- Drosophila franii
- Drosophila freilejoni
- Drosophila hyalipennis
- Drosophila margarita
- Drosophila onychophora
- Drosophila pappobolusae
- Drosophila pulverea
- Drosophila sisapamba
- Drosophila verbesinae
- Drosophila wayta
- Drosophila yurag
- Drosophila yuragshina